# Bor (condado)
O Condado de Bor é um distrito administrativo no estado de Jonglei, Sudão do Sul. Sua capital é Bor, a capital estadual, que é servida pelo Aeroporto de Bor. O comissário do condado é Lual Maker. No censo de 2008, o condado possuía uma população de 221.106 habitantes.  Ultimamente aconteceram roubos de gado na região do condado, fazendo com que no início de 2012 o exército do Sudão do Sul e a polícia realizassem uma campanha de desarmamento em massa para tentar reduzir a violência e a invasão de gado no maior estado do país.